# Plats d'ou
Aquesta és una llista de plats d'ou.

## Plats d'ou anglo-americans

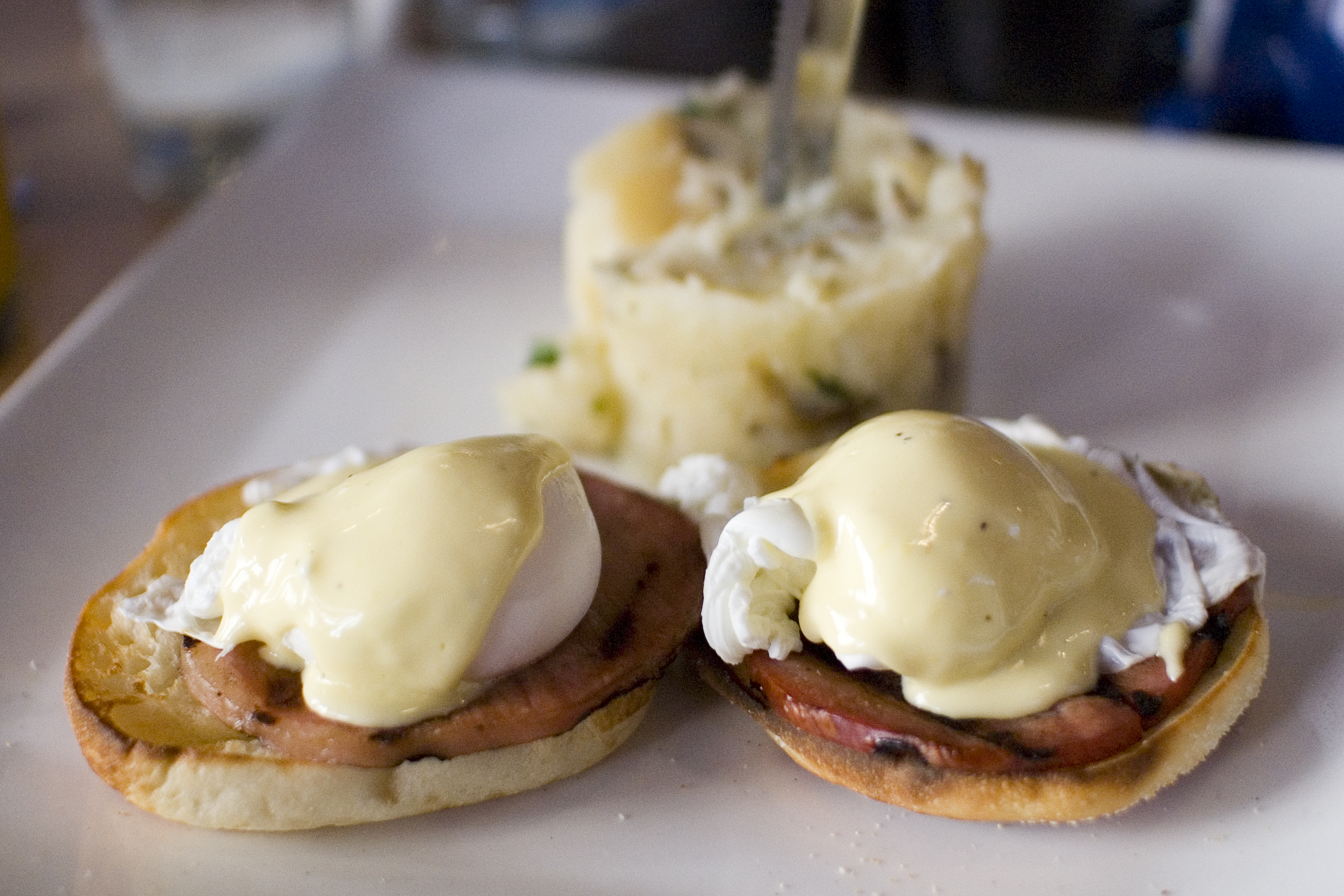
Ous Benedict.

- Amanida d'ou
- Ous Benedict
- Remenat d'ous

## Plats d'ou d'Espanya
- Ous estrellats
- Truita de patates

## Plats d'ou italians
- Frittata

## Plats d'ou de l'Extrem Orient
- Omurice
- Ou centenari
- Ou d'ànec en salaó

## Plats d'ou de l'Orient Mitjà
- Fàrfel
- Shakshuka

## Plats d'ou turcs

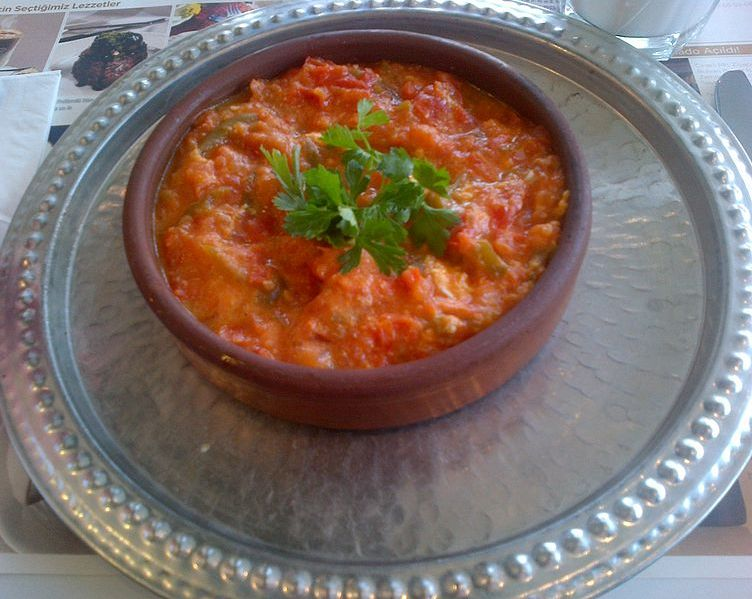
Menemen de la cuina turca.

- Çılbır
- Kaygana
- Menemen
- Yumurtalı ekmek

## Plats d'ou universals
- Ou ferrat
- Ous al plat
- Ou bullit
- Ous farcits
- Truita d'ous